# Jiří Čart
Jiří Čart, také Georg Czarth nebo Georg Zarth (8. dubna 1708, Vysoká u Německého Brodu – po roce 1778?, Mannheim) byl český houslista, flétnista a hudební skladatel, jeho tvorba spadá do období hudebního klasicismu.

## Život
Narodil se roku 1708 ve Vysoké u Německého Brodu. První školu navštěvoval v Německém Brodě a zde také získal základy hudebního vzdělání. Jeho učitelem hudby byl pravděpodobně Antonín Ignác Stamic, otec slavného hudebního skladatele Jana Václava Stamice.
Z Německého Brodu odešel studovat hudbu do Prahy a potom jako sedmnáctiletý do Vídně. Ve Vídni si na studia přivydělával jako služebník u vídeňských aristokratů. Z Vídně odešel do polské Varšavy, kde byl členem královské dvorní kapely. Tato kapela se kolem roku 1733 přestěhovala do Drážďan. Později opět přesídlil a hrál v kapele pruského korunního prince.
Řadu let také působil jako houslista v Berlíně. V roce 1758 se stal členem kurfiřtské kapely v Mannheimu. V této kapele působil dvacet let, až do své smrti po roce 1778.

## Dílo
Jiří Čart zkomponoval asi čtyřicet skladeb, z nichž část je nezvěstná. Skládal zejména houslové koncerty, sonáty a symfonie. Tiskem jich z toho bylo vydáno asi třináct.